# Desviación al terror
Desviación al terror (título original: Detour to Terror) es una película estadounidense de acción y drama de 1980, dirigida por Michael O’Herlihy, escrita por Sydney A. Glass y Mark Rodgers, musicalizada por Morton Stevens, en la fotografía estuvo John M. Nickolaus Jr. y los protagonistas son O.J. Simpson, Randall Carver y Anne Francis, entre otros. El filme fue realizado por Columbia Pictures Television, Orenthal Productions y Playboy Productions; se estrenó el 22 de febrero de 1980.

## Sinopsis
Un trío de asesinos que se desplaza en un arenero aterra a un colectivo repleto de turistas, este grupo quiere secuestrar a un pasajero.